# Los Síquicos Litoraleños
Los Síquicos Litoraleños es un grupo musical originario de Curuzú Cuatiá, provincia de Corrientes, Argentina, activo desde mediados de la década de 2000. Conocidos por su estética excéntrica y sonido experimental, fusionan folclore litoraleño con elementos de psicodelia, cumbia, ruidismo y música concreta. Su estilo ha sido descrito como “chamamé cósmico” y los ha llevado a convertirse en una banda de culto dentro de la escena underground y psicodélica internacional.

## Historia
Los Síquicos Litoraleños es una banda originaria de Curuzú Cuatiá, Corrientes, Argentina, reconocida dentro de la escena musical experimental y underground. Debutaron en 2005 con una propuesta visual que incluía túnicas, pelucas y sombreros, y rápidamente ganaron reconocimiento tras su participación en el Festicumex, un festival de cumbia experimental organizado por el holandés Dick el Demasiado. La banda se consolidó como un grupo de culto dentro de la vanguardia psicodélica y la escena experimental global, con influencia en la world music ruidista y la música experimental.
El grupo se formó en 2004 en la provincia de Corrientes, Argentina, y realizó su primera gira europea en 2009, que incluyó presentaciones en Países Bajos y Bélgica. Su primer álbum internacional, Sonido Chipadélico, recopilación de material originalmente difundido distintos CD-Rs autoeditados fue publicado en 2013 por el sello estadounidense Sham Palace.
En 2010, la banda realizó una nueva gira europea junto a Dick el Demasiado, participando en la primera edición del Festival Chico Trópico en la Casa de las Américas.
Durante estos años, Los Síquicos Litoraleños se consolidaron en la escena experimental porteña, realizando presentaciones junto a bandas de noise y combinando psicodelia, ruidismo y folklore local con ritmos de cumbia.
En 2016 regresaron a las giras internacionales con una nueva gira europea que incluyó Reino Unido, Suiza, Alemania, Países Bajos y Bélgica.
En 2018, el sello italiano Artetera publicó el álbum Medianos Éxitos Subtropicales Vol. 1, un disco ecléctico que expandió el concepto de multifidelidad, grabando en distintos formatos y dispositivos. Un cronista del blog Tiny Mixtapes describió el álbum como un "cóctel explosivo y altamente disruptivo" que desafía la concentración del oyente.
El segundo volumen, Medianos Éxitos Subtropicales Vol. 2: El Relincho del Tiempo, continuó esta línea con un sonido menos disruptivo, editado por el sello británico Hive Mind Records y seguido de una nueva gira internacional.
En 2019 se estrenó en el Festival Internacional de Cine de Mar del Plata el documental Encandilan luces, dirigido por Alejandro Gallo Bermúdez, que retrata la historia del grupo. El proyecto audiovisual, iniciado en 2009, recibió el premio a Mejor Documental en el Festival Internacional de Cine de Entre Ríos y fue nominado a los Premios Cóndor de Plata.
En 2021 editaron Los Síquicos cenan con Static Tics, un álbum colaborativo con el dúo experimental neerlandés Static Tics. El disco recopila grabaciones realizadas entre varias giras europeas y fue publicado por el sello Z6 Records.
En 2023 publicaron el EP Crisis de Hiperealidad a través del sello argentino Futurex, mostrando un costado más bailable y vivaz. El crítico Brad Rose destacó el álbum como "una fiesta" donde "la electrónica se fusiona con un grito ruidoso y rarezas de folk futurista".

## Discografía
- A pleno ritmo sideral (2005)
- Los Síquicos en Marte (2005)
- Mate Atómico, mixtura chipatrónica (2006)
- Abducción NP (2007)
- Sonido Chipadélico (2013)
- Medianos Éxitos Subtropicales Vol. 1 (2018)
- Medianos Éxitos Subtropicales Vol. 2: El Relincho del Tiempo (2019)
- Los Síquicos cenan con Static Tics (2021)
- Crisis de Hiperealidad (2023)